# Almyrós Potamós (vattendrag i Grekland, lat 35,34, long 25,06)
Almyrós Potamós är ett vattendrag i Grekland.   Det ligger i regionen Kreta, i den sydöstra delen av landet, 300 km söder om huvudstaden Aten.